# Belejringen af Liège
Belejringen af Liège eller Slaget om Liège var det indledende slag under Tysklands invasion af Belgien under 1. verdenskrig. Angrebet på byen startede den 4. august 1914 og varede til 16. august, hvor det sidste fort overgav sig.

## Historisk ramme
Tyskland opfyldte sin allianceforpligtelse overfor Østrig-Ungarn og erklærede Rusland krig den 1. august 1914, hvorpå det sendte et ultimatum til Frankrig, som var Ruslands allierede i Tripelententen den 2. august.
Et yderligere ultimatum blev sendt til kong Albert 1. af Belgien, for Tysklands overordnede plan for krigen Schlieffen-planen, der var blev udviklet i løbet af de foregående to årtier, gik bl.a. ud på at den tyske hær skulle gennemføre en enorm omgående bevægelse rundt om de franske hære, som fortrinsvis lå ved fronten i Alsace. Den omringende bevægelse havde til formål at undgå såvel de franske styrker som det vanskelige terræn i Ardennerne, men indebar en krænkelse af Belgiens neutralitet. Belgien kunne havde valgt at forholde sig passiv og tillade tyske tropper at passere gennem landet på vej til Frankrig. En stor del af den tyske planlægning var baseret på at Belgien reagerede på den måde. Enhver anden reaktion ville ikke være andet end "raseri blandt drømmende får", som en preussisk officer udtrykte det. Uheldigvis for de tyske planer viste Belgien sig mere end villig til at forsvare sin uafhængighed, men uheldigvis for belgierne stod deres kræfter ikke mål med deres mod.
Belgiens befæstninger og planlægning var tilrettelagt med henblik på at forsvare landet mod enhver mulig fjende: Frankrig, Tyskland eller Storbritannien. I begyndelsen af august 1914 lå landets hære ved grænserne, som de havde gjort det i årevis. Da kong Albert modtog ultimatummet fra Berlin begyndte hans stabschef general Selliers de Moranville at gennemføre de stående forholdsordrer: At samle hæren i midten af landet, mens befæstningerne i Liège and Namur fik lov til at sinke eller måske stoppe den tyske fremrykning. Liège lå på hovedvejen gennem Belgien til Frankrig. Mod syd var terrænet kuperet, mod nord var det åbent, men der var mindre end 20 km til Holland, som Tyskland ikke ønskede at trænge ind i. Både Liège og Namur havde fremragende befæstninger, som dog også havde alvorlige mangler.
Byen Liège var omgivet af et dusin forter, konstrueret og bygget af Henri Alexis Brialmont, den førende ingeniør i slutningen af det 19. århundrede. Han havde afvist den franske mester Vaubans stjerneform og byggede i stedet forter, som kunne modstå de nyere riflede kanoner. De befandt sig fortrinsvis under jorden og man kunne kun se lidt beton, murværk og jord. Hvert fort var udstyret med kanontårne, som kunne hæves og sænkes og indeholdt kanoner på op til seks tommer. De havde været topmoderne da de blev færdige i 1892, men var ikke blevet vedligeholdt ordentligt. Brialmont havde også ønsket mindre befæstninger og skyttegrave bygget til sammenkædning og beskyttelse af hovedforterne, men den belgiske regering havde ikke sørget herfor. Garnisonerne var ikke på fuld styrke, og mange tropper bestod af lokale vagtenheder med minimal træning.
Den 2. august reagerede kong Albert på Tysklands ultimatum med at beordre bygning af støttebefæstninger indledt og fuld mobilisering af hæren. Lederen af fæstningen i Liège general Gerard Leman, fik ordre til at "holde ud til det sidste med Deres division den stilling, som De er blevet betroet at forsvare."
Der var ikke mange chancer for de belgiske styrker til at afslutte alle forberedelserne, for den tyske invasion af landet startede tidligt den 4. august. Den tyske styrke, som havde til opgave at besætte Liège var en provisorisk enhed med betegnelsen Meuse-arméen, som bestod af 8 brigader under kommando af general Otto von Emmich. Emmich havde primært kommando over infanteri- og kavalerienheder, og blev sendt af sted for at tage broerne over Meuse ved Liège og erobre byen, hvis han stødte på modstand. Da han tropper nåede floden og opdagede at mange af broerne var ødelagt, begyndte de at bygge pontonbroer. Da disse kom under beskydning forstod tyskerne, at de ville komme til at kæmpe om Liege.

## Schlieffenplanen
Da kejserriget Tyskland frygtede en lang krig mod Frankrig og Rusland blev Schlieffenplanen udformet. Den forudså et hurtigt angreb mod Frankrig, således som det med held var gjort i den Fransk-preussiske krig i 1870. For at kunne gøre dette måtte det neutrale Belgien angribes og gennemtrænges i løbet af nogle få dage.
Der var imidlertid to problemer med denne plan. Krænkelsen af Belgiens neutralitet kunne muligvis få Storbritannien til at træde ind i krigen på Frankrigs side, og det stærkt befæstede by Liège lå i vejen for de tyske styrker.

## Befæstninger
Den belgiske by Liège ligger der hvor Meusefloden og Ourthefloden mødes mellem Ardennerskovene i syd og Maastricht i Holland og den flade flanderske slette mod nord og vest. Meuse strømmede gennem en dyb kløft, som udgjorde en betydelig barriere for den tyske fremrykning.
Det lå på hovedjernbanelinjen mellem Tyskland og Bruxelles, og videre til Paris – den samme jernbane som von Schlieffen og von Moltke havde planlagt at bruge ved transporten ind i Frankrig. Der var store industrianlæg, fabrikker og andre faciliteter, som ville støtte det moderne forsvar af byen.
Hertil kom en ring med 12 forter, som var bygget af den store belgiske militæringeniør general Henri Alexis Brialmont, og lå i en afstand af 6–10 km fra byens centrum og var blevet færdige i 1891. Forterne overlappede hinandens skudfelter og var designet således, at hvis et af forterne blev angrebet kunne de to naboforter give det artilleristøtte. De lå med ca. 4 km's afstand.
Forterne var tre- eller firkantede i form og omgivet af en voldgrav og pigtrådsspærringer. De var lavet udelukkende af beton og udstyret med 210 mm haubits, 150 og 120 mm kanoner og 57 mm hurtigtskydende kanoner til nærforsvar. Fortet blev forsvaret imod angreb af infanteri med rifler og maskingeværer. Hovedkanonerne var installeret i ståltårne, som kunne drejes 360°.
Kun 57 mm kanonerne kunne hæves og sænkes. I alt havde forterne 78 stykker artilleri. Forterne indeholdt ammunitionsmagasiner, kvarterer til besætningen på op til 500 mand og elektriske motorer til lys. Forterne var ikke kædet sammen og kommunikationen foregik med telefon og telegraflinjer over jorden.
Forterne havde adskille svagheder. Terrænet var vanskeligt at dække fuldt ud, da der var mange kløfter mellem forterne. Der blev bygget stillinger mellem forterne lige før slaget og de var ikke tilstrækkelige til at hindre tyskerne i at infiltrere byen. Forterne var svage i ryggen, den retning hvor det tyske bombardement endte med at komme fra. Ventilation og sanitære forhold var meget dårlige, hvilket førte til mangel på luft og en skrækkelig stank. Endelig var betonen ikke af den bedste kvalitet og forterne var bygget til at modstå angreb fra 210 mm kanoner, de største mobile kanoner, der fandtes i 1890. Generalløjtnant Gérard Mathieu Leman var blevet særligt udpeget til at lede den 3. division og fæstningen Liège, og han havde ordre fra kong Albert 1. om at holde fæstningen til det sidste. Leman havde en styrke på omkring 30.000 soldater til at forsvare mellemrummene mellem forterne og omkring 6.000 mand fæstningstropper, inklusiv civilgarden til at bemande forsvarsværkerne.

## Den belgiske slagorden
Den 3. belgiske division forsvarede byen Liège. Den blev kommanderet af generalløjtnant Gérard Leman. Divisionen bestod af 4 brigader og forskellige andre enheder:
- 9. blandede brigade, herunder 9. og 29. infanteriregiment samt 43., 44. og 45. artilleribatteri
- 11. blandede brigade, herunder 11. og 31. infanteriregiment samt 37., 38. og 39. artilleribatteri
- 12. blandede brigade, herunder 12. og 32. infanteriregiment samt 40., 41. og 42. artilleribatteri
- 14. blandede brigade, herunder 14. og 34. infanteriregiment samt 46., 47. og 48. artilleribatteri
- 15. blandede brigade (5. august), herunder 1. og 4. jægerregiment samt 61., 62. og 63. artilleribatteri
- Fæstningsvagterne herunder 9., 11., 12., og 14. reserve infanteriregiment, et artilleri regiment, fire reservebatterier og forskellige andre tropper
- 3. artilleriregiment, herunder 40., 49. og 51. artilleribatteri
- 3. ingeniørbataljon
- 3. telegrafsektion
- 2. lansenerregiment

I alt var der omkring 36.000 tropper og 252 kanoner til at modstå den tyske invasion.

## Den tyske slagorden
Den tyske angrebsstyrke, kaldet Meusearméen, bestod af:
- 11. infanteribrigade fra 3. korps under kommando af generalmajor von Watcher.
- 14. infanteribrigade fra 4. korps under kommando af generalmajor von Wussow.
- 27. infanteribrigade fra 7. korps under kommando af oberst von Massow.
- 34. infanteribrigade fra 9. korps under kommando af generalmajor von Krawell.
- 38. infanteribrigade fra 10. korps under kommando af oberst von Oertzen.
- 43. infanteribrigade fra 11. korps under kommando af generalmajor von Hulsen.
- 2. Kavalerikorps under kommando af generalløjtnant von der Marwitz, bestående af:
  - 2. kavaleridivision under kommando af generalmajor von Krane
  - 4. kavaleridivision under kommando af generalløjtnant von Garnier
  - 9. kavaleridivision under kommando af generalmajor von Bulow.

I alt bestod styrken af omkring 59.800 tropper og 100 kanoner. De var underlagt general Otto von Emmich, der var ledsaget af Erich Ludendorff som observatør for generalstaben.

## Slaget
Der blev erklæret krig mod Belgien om morgenen den 3. august, og de forreste elementer af Meusearméen krydsede grænsen kl. 8.00 den 4. august. Kavaleriet rykkede frem til Meusefloden, men fandt broerne ødelagt. Sent på eftermiddagen den 4. august havde tyske kavaleristyrker imidlertid krydset Meuse nordpå ved Visé og var stødt på tropper fra 12. brigade, som kæmpede en tapper retrætekamp til fæstningslinjen. Tyske tropper blev holdt i skak mod nord igennem natten.
Den 3. belgiske division dækkede byen bag hastigt opkastede jordskanser, og samme dag afviste de med held angreb fra tysk infanteri, som passerede mellem forterne. Et angreb mod fort Barchon blev afvist med store tab som følge af maskingevær og artilleriild. Efter dette mislykkede angreb gennemførte tyskerne historiens første luftangreb ved at bruge en Zeppeliner til at kaste bomber mod Liège. I mellemtiden rykkede kavaleri sydpå fra Visé for at omringe byen. Da der var udsigt til at byen snart ville blive omringet beordrede Leman nu 3. dfivision til at trække sig tilbage fra byen og slutte sig til belgiske hær, som var ved at blive mobiliseret mod vest.
Den 6. august red general Ludendorff frem og opdagede at chefen for 14. brigade var blevet dræbt. Ludendorff overtog kommandoen over 14. brigade og beordrede en felthaubits frem for at yde ildstøtte, og kæmpede sig gennem landsbyen Queue-de-Bois til et højdedrag hvorfra han kunne se ned på byen Liège. Ludendorff sendte en gruppe frem under parlamentærflag for at kræve Lemans overgivelse (hvilket han afviste). En angrebsstyrke som fulgte efter, blev skudt ned lige udenfor Lemans hovedkvarter. Dette udfald fik Leman til at forlade byen Liège og søge tilflugt i Fort Loncin på den vestlige side af fæstningsringen. Den ydre ring af forter fortsatte med at holde stand, og blokerede den tyske fremrykning da de spærrede jernbaneforbindelsen. Forterne var udsat for konstante bombardementer og angreb fra tyske styrker, men de fleste forter fortsatte med at afvise fjendens angreb. Kun fort Fleron blev sat ud af spillet idet hejsemekanismen på dens kanonkupler blev ødelagt af granatild. Det eneste fort, som blev erobret ved et infanteriangreb var fort Barchon, som blev erobret den 10. august.
For at nedkæmpe disse befæstninger ville tyskerne blive nødt til at indsætte deres tunge belejringsartilleri. Det omfattede Krupps Dicke Bertha og nogle lånte østrig-ungarske 305 mm morterer, som var bygget af Škoda. På det tidspunkt hvor forterne blev bygget antog man at de største kanoner, der kunne flyttes over land var 21 cm haubitser, så de var ikke konstrueret til at modstå granater fra større kanoner. Granaterne fra disse kanoner ramte ned på forterne fra lodret hold, gennembrød betonen og eksploderede inde i forterne ved hjælp af forsinket udløsning. Et efter et blev forterne tvunget til kapitulation og det sidste, fort Boncelles, overgav sig den 16. august. Den 15. august blev Leman såret ved fort Loncin, og han blev båret bevidstløs ud af fortet for at blive tysk krigsfange.
Nogle hat ment, at den tapre 10-dages kamp ved Liège forsinkede tyskerne to dage i forhold til planen, og gav således de allierede ekstra tid, men ledende tyske officerer afviste at belejringen i nævneværdig grad forsinkede planerne for deres hær, som stadig var ved at blive mobiliseret. Den ti dage lange belejring styrkede imidlertid moralen blandt de allierede styrker, og den franske præsident tildelte byen æreslegionens kors for sin modstand
(légion d'honneur) .

## Resultater
Den 2. og 3. tyske hærs passage af Belgien var oprindelig planlagt til at begynde den 10. august. De begyndte endelig at rykke frem den 13., men kunne ikke passere gennem Liège før den 17. Modstanden fra de 6 store og 6 små forter omkring Liège havde kun givet nogle få dages respit for franskmænd og briter, men de ville vise sig afgørende. Selv om mange ved krigens
begyndelse havde håbet, at forterne i Liege ville holde ud i 9 måneder ligesom de russiske forter ved Port Arthur mod japanerne i 1904–1905, var selv denne korte forsinkelse i den tyske køreplan af kritisk betydning. Det var nok, om end knapt, til at give de franske og britiske hære tid til at tage opstilling ved Marnefloden og forsvare Paris. Selv om tyskerne også blev forsinket af deres logistik var slaget ved Marne så meget på vippen, at et tysk angreb nogle dage tidligere sagtens kunne have betydet, at de havde erobret den franske hovedstad og sejret i 1. Verdenskrig.
Af lige så stor betydning var den psykologiske effekt af den belgiske modstand på resten af Europa. Tyskland, hvis hær havde haft et skær af uovervindelighed lige siden deres knusende sejr over Frankrig i 1870 syntes nu helt menneskelig. Den belgiske hær fortsatte med at yde modstand mens den faldt tilbage mod byen Antwerpen, og det styrkede såvel de franske og britiske borgere og regeringers beslutsomhed. Ingen havde ventet at belgierne ville kæmpe overhovedet, og slet ikke at de ville kæmpe heroisk. Kunne de europæiske stormagter ikke kæmpe til den bitre ende, hvis det lille Belgien kunne? "Triumfen var moralsk – et budskab til verden om at den gamle tro på fædreland og pligt stadig kunne holde armen stærk i slag, og at dem tyske afgud i al dens pragt havde fødder af ler" (Buchan, A History of the Great War, p. 134).

## Udgivelser
- Paul Hamelius, The Siege of Liège: A Personal Narrative (London, 1914)
- J. M. Kennedy, "The Campaign around Liège," in Daily Chronicle War Books (London, 1914)

## Eksterne kilder
- Slaget om Liege, 1914(engelsk)
- Belejringen af Liege, 5.–15. august 1914(engelsk)
- Fæstningen Liège (engelsk)